# 김유진 (프로게이머)
김유진(1993년 10월 16일 ~ )은 대한민국의 스타크래프트, 스타크래프트 II 프로게이머이다. sOs이라는 ID를 사용하며, 종족은 프로토스이다. 진에어 그린윙스 소속이다.

## 개요
2010년 상반기 드래프트에서 화승 OZ의 4차 지명으로 입단하였다.
2010 MSL 서바이버 토너먼트 시즌3에서 박재혁, 진영화를 뛰어난 경기력으로 무찌르고 MSL 본선에 진출하는 파란을 일으켰다.
본래 주종족은 테란이었으나, 김택용의 경기를 보고 프로토스로 전향했으며, 플레이 스타일은 상대의 경기를 보면서 맞춰 가는 스타일이며, 주로 공격적인 스타일이다.
2011년 10월 화승 OZ의 해체로 인한 해체 게임단 공개 포스팅에서 웅진 스타즈로 영입되었다. SK플래닛 스타크래프트 프로리그 시즌 1부터 주전으로 출전하면서 조금씩 자신의 기량을 향상시켰다.
스타크래프트 브루드 워 당시에는 주전보다는 뒤에서 받쳐주는 수준의 프로토스 선수였고, 웅진 스타즈 영입 이후에도 그러한 경향이 있었으나, 최초로 시즌을 병행한 SK플래닛 스타크래프트 II 프로리그 시즌 2부터 스타크래프트 II에서 두각을 보이기 시작했다. 10승 2패를 기록하며 승률 82퍼센트라는 압도적인 실력을 보여주며 많은 기대감을 높혔다. 그리고 협회에서 몇 안되는 GSL 코드S 진출자라는 타이틀을 얻으며 나름 스타크래프트 II에서 인상적인 모습을 보여주었다.
그리고, 스타크래프트 II로 완전히 전환된 SK플래닛 스타크래프트 II 프로리그 12-13에서도 역시 기대 이상의 성적을 기록하며 27승 12패로 팀내 다승 1위, 프로토스 전체 다승 2위를 기록했다.
2013년 12월 13일 한국e스포츠협회의 공개 포스팅에서 진에어 그린윙스로 영입되었다.

### 드림리그에서의 활약
5세트까지 프로리그와 같은 방식으로 진행된 후, 남은 4개 세트에서 1~5세트 승자들이 승자연전제로 대결하는 드림리그에서 팀에 막대한 공헌을 하고 있는 김유진은 1R 2주차(vs 웅진 스타즈)에서 자신을 제외한 다른 4명이 모두 패배한 후 상대팀 승자 4명을 모두 꺾어내는 이른바 올킬을 기록한 바 있으며, KeSPA 드림리그 10-11에서 20승 8패로 다승 2위를 차지하며 화승 오즈의 정규시즌 2위 수성을 이끌었다.

### KeSPA 소속 선수 VS GSL 선수 대결 KeSPA 사상 최초 승리
2012년 7월 9일 KeSPA 소속 선수 2명과 GSL 선수 2명이 겨루는 스타2 레디액션 크로스매치 1주차 경기에서 GSL 테란 프로게이머 1명과 스타테일 소속 프로토스 프로게이머 1명을 꺾고 KeSPA 소속 선수로서는 최초로 우승을 차지, 포털 실시간 검색어 1위에 오르기도 하였다. 이후에 펼쳐진 경기들은 모두 GSL 선수가 우승을 하면서 김유진의 승리가 더 빛을 발하기도 했다. 김유진은 이 대회를 통해 스타크래프트2 실력이 날이 갈수록 향상되고 있음을 보여주었다.

### WCS 2013 글로벌파이널 우승
2013년 11월 9일 미국 캘리포니아 애너하임의 애너하임센터에서 개최된 2013 월드 챔피언십 시리즈 글로벌 파이널 결승에서 이제동을 4대1로 누르고 생애 첫 개인리그 우승을 차지했다.

## 주요 기록
스타크래프트 II : 프리미어 개인리그 우승 5회, 준우승 6회

### 수상 경력

#### 리그 수상
스타크래프트 : 브루드워 경력
- 2009년 제46회 스타크래프트 준프로게이머 선발전 입상
- 2010년 피디팝 MSL 2010 32강

스타크래프트 II: 자유의날개 경력
- 2012년 핫식스 2012 글로벌 스타크래프트 II 리그 시즌 4 Code A 12강
- 2012년 핫식스 2012 글로벌 스타크래프트 II 리그 시즌 5 Code S 32강
- 2013년 핫식스 2013 글로벌 스타크래프트 II 리그 시즌 1 Code A 12강

스타크래프트 II : 군단의심장 경력
- 2013년 2013 WCS 코리아 시즌 1 망고식스 글로벌 스타크래프트 II 리그 Code S 4강 (2013 WCS 시즌 1 파이널 진출)
- 2013년 제4회 인천 실내무도아시아경기대회 스타크래프트 II 부문 국가대표 선발전 1위
- 2013년 2013 WCS Season1 TG삼보-Intel Finals 준우승 (VS 이신형 0:4)
- 2013년 2013 WCS 코리아 시즌 2 옥션 올킬 스타리그 32강
- 2013년 제4회 인천 실내무도아시아경기대회 스타크래프트 II 부문 1위 (금메달)
- 2013년 2013 WCS 코리아 시즌 2 챌린저리그 12강
- 2013년 2013 DreamHack Open: Bucharest 8강 (시드 결정전 우승, Winter 시드 획득)
- 2013년 2013 WCS 코리아 시즌 3 조군샵 글로벌 스타크래프트 II 리그 16강
- 2013년 IEM Season VIII - New York 8강
- 2013년 2013 WCS 코리아 시즌 3 챌린저리그 12강
- 2013년 2013 WCS 글로벌 파이널 우승 (vs 4:1 이제동) - 상금 : $100,000
- 2013년 Red Bull Battle Grounds New York City 준우승
- 2013년 2013 DreamHack Open: Winter 12강
- 2014년 IEM Season VIII - World Championship 우승 (vs 4:1 김준호) - 상금 : $100,000
- 2014년 2014 WCS 코리아 시즌 1 핫식스 글로벌 스타크래프트 II 리그 코드 S 8강
- 2014년 2014 WCS 코리아 시즌 2 핫식스 글로벌 스타크래프트 II 리그 코드 S 32강
- 2014년 SK텔레콤 스타크래프트 II 프로리그 2014 정규시즌 다승왕 (공동)
- 2014년 SK텔레콤 스타크래프트 II 프로리그 2014 4라운드 MVP
- 2014년 IEM Season IX - Toronto 16강
- 2014년 2014 WCS 코리아 시즌 3 핫식스 글로벌 스타크래프트 II 리그 코드 S 16강
- 2014년 2014 KeSPA컵 8강
- 2014년 2014 Red Bull Battle Grounds: Washington 6강
- 2014년 2014 핫식스컵 라스트 빅매치 우승 (vs 4:1 이정훈)
- 2015년 스타크래프트 II 스타리그 2015 시즌 2 챌린지 24강
- 2015년 Gfinity Spring Masters II 8강
- 2015년 2015 스베누 글로벌 스타크래프트 II 리그 시즌 2 코드 S 4강
- 2015년 스베누 스타크래프트 II 스타리그 2015 시즌 3 16강
- 2015년 MSI Masters Gaming Arena 2015 우승 (vs 3:0 강민수)
- 2015년 2015 핫식스 글로벌 스타크래프트 II 리그 시즌 3 코드 S 16강
- 2015년 2015 DreamHack Open: Stockholm 4강
- 2015년 2015 WCS 글로벌 파이널 우승 (vs 4:3 이승현) - 상금 : $100,000

스타크래프트 II : 공허의 유산 경력
- 2016년 2016 핫식스 글로벌 스타크래프트 II 리그 시즌 1 코드 A 60강
- 2016년 IEM Season X - Taipei 우승 (vs 4:2 변현우)[4]
- 2016년 스타크래프트 II 스타리그 2016 시즌2 챌린지 24강
- 2016년 2016 핫식스 글로벌 스타크래프트 II 리그 시즌 2 코드 S 준우승 (vs 1:4 변현우)
- 2016년 HomeStory Cup XIV 8강
- 2017년 2017 핫식스 글로벌 스타크래프트 II 리그 시즌 1 코드 S 4강
- 2017년 2017 핫식스 글로벌 스타크래프트 II 리그 시즌 2 코드 S 32강
- 2017년 GSL vs the World 16강
- 2017년 2017 핫식스 글로벌 스타크래프트 II 리그 시즌 3 코드 S 준우승 (vs 이신형 3:4)
- 2017년 GSL Super Tournament 시즌 2 8강
- 2018년 IEM Season XII - PyeongChang 준우승 (vs 사샤 호스틴 1:4)
- 2018년 IEM Season XII - World Championship 12강
- 2018년 2018 글로벌 스타크래프트 II 리그 시즌 1 코드 S 8강
- 2018년 2018 AfreecaTV GSL Super Tournament 시즌1 16강
- 2018년 2018 글로벌 스타크래프트 II 리그 시즌 2 코드 S 16강
- 2018년 2018 글로벌 스타크래프트 II 리그 시즌 3 코드 S 16강
- 2018년 2018 GSL Super Tournament 시즌2 준우승 (vs 김도우 3:4)
- 2018년 2018 WCS 글로벌 파이널 4강
- 2019년 2019 마운틴듀 글로벌 스타크래프트 II 리그 시즌 1 코드 S 16강
- 2019년 2019 GSL Super Tournament 시즌1 4강
- 2019년 2019 마운틴듀 글로벌 스타크래프트 II 리그 시즌 2 코드 S 32강
- 2019년 2019 마운틴듀 글로벌 스타크래프트 II 리그 시즌 3 코드 S 32강

#### 협회 수상
- 2014년 2013 대한민국 e-스포츠 대상 스타크래프트 Ⅱ 부문 최우수 프로토스 선수 상
- 2015년 2015 대한민국 e스포츠 대상 스타크래프트 II 최우수 선수상
- 2015년 2015 대한민국 e스포츠 대상 스타크래프트 II 인기 선수상